# Gordel van Melian
In de fictieve wereld "Midden-aarde" van Tolkien is de Gordel van Melian een magische barrière rond het rijk Doriath.
De Gordel wordt beschreven in de Silmarillion. Hij is aangelegd door de Maia Melian, die was getrouwd met de Elfenkoning Thingol. Deze barrière zorgde ervoor dat ongewenste personen de stad niet konden bereiken. Zij voorspelde zelf echter dat er ooit iemand door de Gordel zou breken, wiens lot machtiger was dan zij zelf. Toen de mens Beren uiteindelijk nietsvermoedend door de Gordel brak en daar Melians dochter Lúthien ontmoette, zou dit uiteindelijk leiden tot de ondergang van de stad. Thingol was absoluut tegen een huwelijk tussen zijn dochter en een mens, en gaf Beren daarom de onmogelijke opdracht om een Silmarillen te halen. Beren wist de opdracht boven alle verwachting tot een goed einde te brengen. De begeerte van zowel de Dwergen, die het juweel in opdracht van Thingol in de Nauglamír verwerkten, als de koning zelf, zou er uiteindelijk toe leiden dat Thingol door de Dwergen werd gedood. Melian zou Doriath hierna in verdriet verlaten, de beschermende Gordel daarmee opheffend.